# 高捷 (萬曆甲辰進士)
高捷（1570年—？），字蹇瘁，號中白，山东济南府淄川县人，明朝政治人物。

## 生平
萬曆二十五年（1597年）丁酉科第十三名举人，萬曆三十二年（1604年），登甲辰科進士，初授行人司行人，历任司副、司正，四十二年升户部郎中，四十三年出任淮安府知府，四十六年闰四月升为河南副使，管徐淮道事。天启元年七月降为河南布政使司参议，二年回籍养病。

## 家族
曾祖高遷。祖父高栢。父高鴻儒，冠带生员。母韓氏。具慶下。弟拯、援、拾。娶孫氏